# Uriarte (Álava)
Uriarte es un despoblado que actualmente forma parte del concejo de Aberásturi, que está situado en el municipio de Vitoria, en la provincia de Álava, País Vasco (España).

## Toponimia
A lo largo de los siglos ha sido conocido también con el nombre de Huriarte.

## Historia
Documentado desde 1025 (Reja de San Millán), se desconoce cuándo se despobló.
Aparece descrito en el decimoquinto volumen del Diccionario geográfico-estadístico-histórico de España y sus posesiones de Ultramar de Pascual Madoz con las siguientes palabras:

URIARTE: desp. en la prov. de Alava, part. jud. de Vitoria, ayunt. de Elorriaga, térm. de Aberasturi. Existe á dist. de 1/4 de leg. de donde estuvo el ant. l., una ermita dedicada á San Juan Bautista. En el catálogo de los pueblos de la prov., formado en el siglo XI, se hace mencion de Uriarte como existente en la merindad de Harhazua.
(Madoz, 1849, p. 226)